# جوی

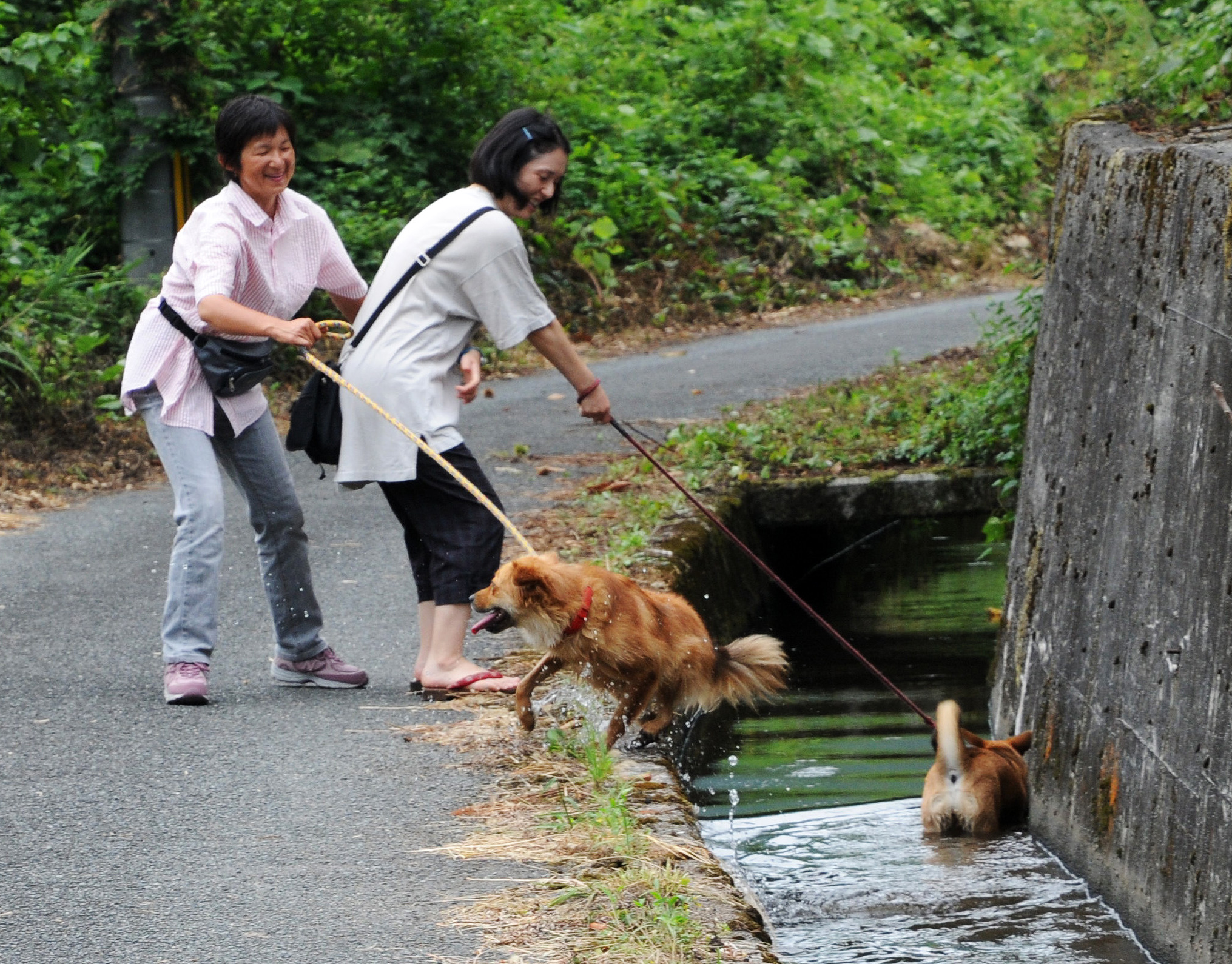
جوی آب در شهرک سوریوی هیروشیما در ژاپن

جوی (به انگلیسی: Ditch) یک دراز گودال کوچک تا متوسط است که برای هدایت آب ایجاد شده است. جوی می تواند برای زهکشی از سطح پایین تر از دریا یا برای هدایت آب از منابع دورتر برای آبیاری گیاهان استفاده شود. آب روانی که از رودخانه باریکتر و از جوی پهن‌تر باشد نَهر می‌گویند. به کناره‌های جوی اصطلاحاً جویبار یا لب جوی گفته می‌شود.
به جوی‌ها و نهرهای دست‌ساز معمولاً بتنی کانال گفته می‌شود. در شهرها جوی‌ها در هنگام بارندگی یا شستشوی خیابان‌ها یا از طریق نشت کردن زمین، و عبور رواناب سطحی آب را گردآوری کرده و به بیرون از محدوده شهری هدایت می‌کنند.
برای جلوگیری از فرسایش کناره جوی‌ها، ایجاد پوشش گیاهی یا آستر سنگی کفایت می‌کند. آب اگر مدتی در جوی‌ها راکد بماند بدبو می‌شود و ممکن است موش‌ها نیز در آن خانه گزینند.
در جاینام‌های ایران و کشورهای پیرامون واژه جوی در نام برخی از شهرها و روستاها دیده می‌شود از آن جمله جویبار، چهارجوی، جوی‌آباد، بالاجوی، جوی آسیاب و غیره.
در ادبیات فارسی جوی مولیان از جوی‌های معروف است. مولیان جویی بود در نزدیکی قلعه بخارا که در آنجا سامانیان باغ بزرگی داشته‌اند.